# Bataille de Poligny (1638)
Guerre de Trente Ans
Batailles
La bataille de Poligny, nommée aussi bataille de Chamole, est une bataille majeure qui eut lieu le 19 juin 1638 sur les hauteurs de Poligny, derrière son château, près du village de Chamole, durant la guerre de Dix ans, l'épisode comtoise de la guerre de Trente Ans. Elle oppose les troupes françaises du duc de Longueville à l'armée lorraine et comtoise de Charles IV de Lorraine. C'est l'une des principales bataille de la guerre de Dix Ans.

## Contexte

### Destruction de l'armée comtoise à Cornod
En 1638, la France et le Comté de Bourgogne sont en guerre depuis deux ans. Louis XIII avait investi le comté de Bourgogne et ses troupes avaient d'abord échoué à prendre Dole en août 1636. Jusqu'en mars 1637, la guerre avait plutôt été favorable aux Comtois pourtant inférieurs en nombre. Mais l'armée comtoise menée par Gérard de Joux de Watteville a été décimée à la bataille de Cornod le 13 mars par un détachement de l'armée de Longueville. L'armée comtoise ne s'en remettra jamais vraiment. Fort de ce succès et débarrassé de l'armée comtoise, les Français peuvent s'en prendre aux principales villes du comté de Bourgogne.

### Charles IV de Lorraine commandant en chef
Charles IV de Lorraine, qui est reconnu comme un grand militaire de son temps, est le chef des armées alliées (comtoises, lorraines, impériales et espagnoles) en Franche-Comté. Il est décidé à entreprendre une attaque d'envergure contre les Français afin de les empêcher de prendre Poligny et Arbois. Il commence alors une longue marche forcée depuis Salins pour arriver à Poligny avant l'ennemi. Mais les troupes espagnoles commandées par Sarmiento de Tolède refusent de prendre part aux combats et restent sur Salins. Le 18 juin au soir, son armée arrive épuisée sur le plateau au-dessus de Poligny près de Chamole. Mais dans le même temps arrive aussi l'armée de Longueville, qui vient de Château-Chalon et qui a été informé du mouvement des alliés. Elle s'installe dans les environs de Barretaine.

## La bataille

### Le champ de bataille
Le lieu de la bataille se situe sur les hauteurs de Poligny, en bordure du ravin qui protège le flanc droit des alliés, le terrain est largement favorable aux défenseurs. Charles de Lorraine a fait retrancher ses hommes derrière des bastions et des petites élévations un peu en arrière de la portée de ses canons qui joueront un rôle défensif déterminant. Les Français n'ont aucune idée du degrés de préparation des alliés ou de la complexité du terrain. Ils savent seulement que les alliés occupent une bonne position, mais restent confiants quant au sort de la bataille, conscients également de leur supériorité numérique. Depuis la bataille de Cornod les événements semble toujours aller en leur faveur. À 10 heures du matin, ils chargent directement depuis le contrebas, dans la reculée de Vaux sur Poligny à travers un passage étroit gardé par la cavalerie lorraine.

### Les combats
Les premiers résultats semblent en leur faveur, plusieurs régiments lorrains, mal retranchés, battent en retraite aux premières charges. Charles de Lorraine, qui a pris la tête de la cavalerie, arpente le champ de bataille prêtant main-forte aux régiments attaqués. Les Français commençant réalisant la force des positions alliés, bien protégés derrière les hauteurs, tentent également de contourner le passage difficile par l'est, en attaquant par le village de Chaussenans : mais sans plus de résultats. Le terrain est complexe et les Français ne s’apercevront que tard dans la soirée que la position alliée est trop solidement ancrée pour être bousculée par des charges. Longueville et ses généraux vont donc persévérer toute la journée dans des charges inutiles qui coûteront 1 200 tués et 1 800 blessés. L'artillerie lorraine, judicieusement placée en retrait et à l'abri derrière ses lignes, décime la plupart des attaques françaises avant même qu'elles ne parviennent au contact. À la nuit, les Français abandonnent leurs assauts et battent en retraite : le champ de bataille est jonché de corps. Le village de Chaussenans et le hameau de Champ-Reignard, en périphérie du champ de bataille, ont été presque entièrement brûlés.

## Les conséquences

### Dissensions et divisions
Charles de Lorraine, malgré l'insistance de François de Mercy et du marquis de Saint-Martin, décide de ne pas poursuivre l'armée française qui retourne à Château-Chalon, où elle arrive le lendemain matin, désorganisée mais où l'attendent de nouveaux renforts. Pire encore, le Lorrain décide de se replier sur Salins, ce qui provoque la colère des Comtois et des Espagnols, créant de profondes divisions dans les rangs alliés. L'ambassadeur d'Espagne, Antonio de Sarmiento, fera d'ailleurs de vifs reproches à Charles de Lorraine, qui quittera son rôle de commandant en chef l'année suivante. Cette victoire marque le commencement des dissensions entre alliés, qui trouveront leur paroxysme à la seconde bataille de Poligny, deux mois plus tard.

### L'échec stratégique allié
Les Français reviennent alors vers Poligny et s'en emparent le 25 juin. Un détachement comtois tentera de reprendre Poligny aux Français, parvenant même à prendre position dans la ville. Mais une mauvaise coordination des alliés fait échouer la manœuvre.
Si la bataille de Poligny représente le plus grand et le plus important engagement de la guerre de Dix Ans, elle n'aura paradoxalement que peu d'incidence sur les opérations militaires. Elle marque cependant le début d'une profonde mésentente entre les alliés.